# Palacio de Justicia del Condado de Providence
El Palacio de Justicia del Condado de Providence (también conocido como el Complejo Judicial Frank Licht) es un edificio de estilo georgiano en el vecindario de College Hill en Providence, Rhode Island (Estados Unidos). Alberga el tribunal de última instancia del estado, el Tribunal Supremo de Rhode Island, y el tribunal de primera instancia local, el Tribunal Superior del Condado de Providence.
Con 66 m de alrtura es el undécimo edificio más alto de la ciudad.

## Historia

### Town House(1723-1875)
El solar que actualmente ocupa el palacio de justicia ha sido utilizado con fines gubernamentales y judiciales desde el siglo XVIII. En 1794, la ciudad compró un edificio en la esquina sur de las calles College y Benefit construido originalmente en 1723 por la Primera Sociedad Congregacional para su uso como centro de reuniones. Conocido como la Town House "lit. Casa de la Ciudad", albergaba reuniones públicas y ocasionalmente se usaba como palacio de justicia.

### Primer Palacio (1877-1924)
En marzo de 1875, la propiedad fue expropiada y una comisión de la ciudad comenzó a trabajar para construir un nuevo edificio público en el lugar. El palacio de justicia resultante fue diseñado por Stone & Carpenter en estilo alto gótico victoriano, El trabajo en la estructura comenzó en julio de 1875 y se completó en diciembre de 1877.

### Segundo Palacio (1924)
En 1923, una comisión pública comenzó a trabajar para erigir un nuevo juzgado en el sitio. Entre las razones citadas para la construcción de un nuevo edificio se encuentran el espacio inadecuado de la estructura anterior y la falta de protección contra incendios.
El segundo y actual palacio de justicia se erigió entre 1924 y 1933 siguiendo un diseño de Jackson, Robertson & Adams.
Como parte del proceso de construcción, la histórica Casa Stephen Hopkins se trasladó de su ubicación original en el lote a una propiedad adyacente.

## Arquitectura
El edificio está construido de ladrillo rojo con molduras de granito y piedra caliza. El exterior está diseñado en estilo neogeorgiano, mientras que el interior sigue el estilo federal,
El historiador de arquitectura McKenzie Woodward elogia el edificio por su contextualismo, que difiere en su diseño de los edificios que lo rodean. Woodward también elogia la fragmentación de la gran masa del edificio en "unidades visualmente digeribles".

## Galería

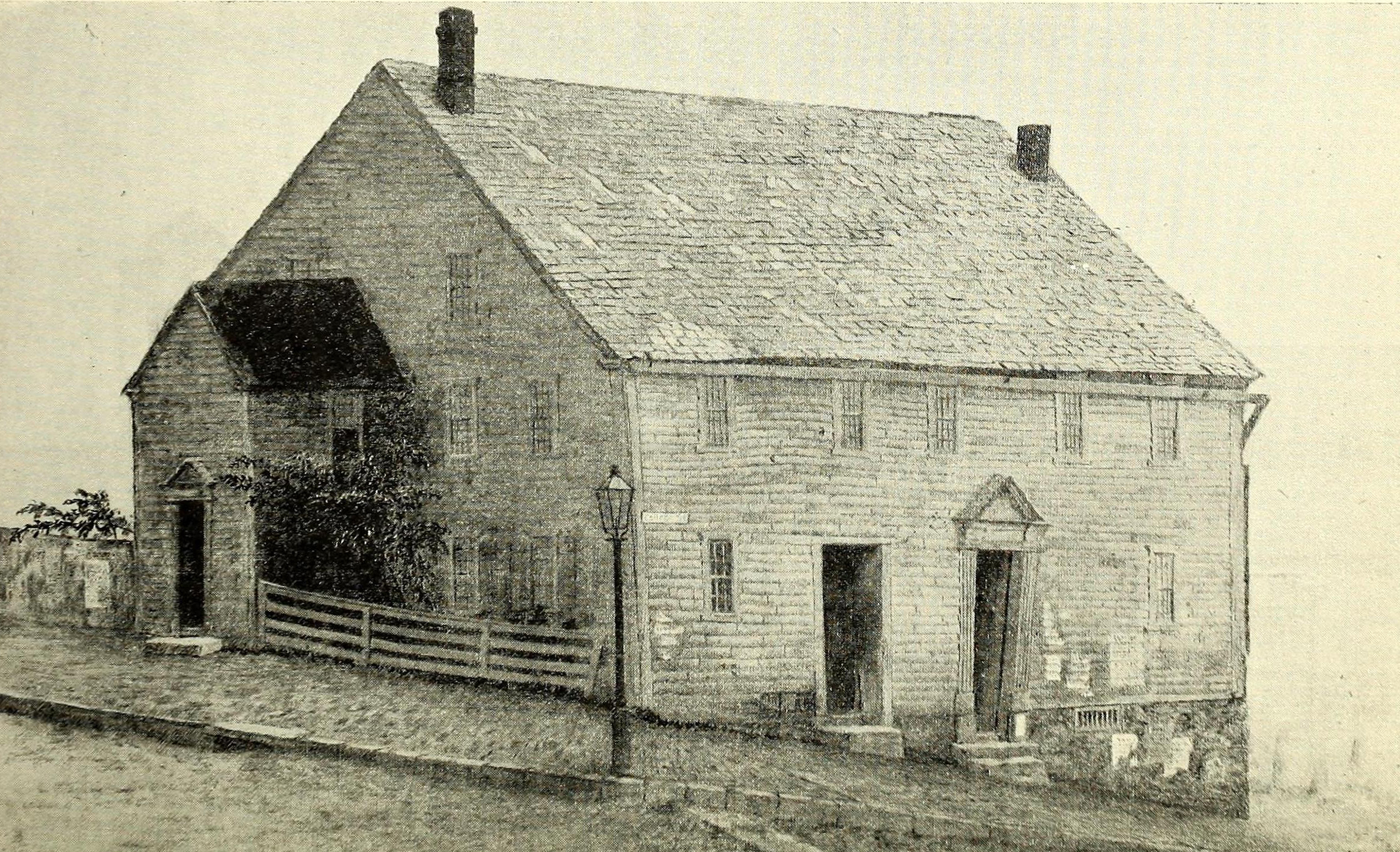
Town House (1723)
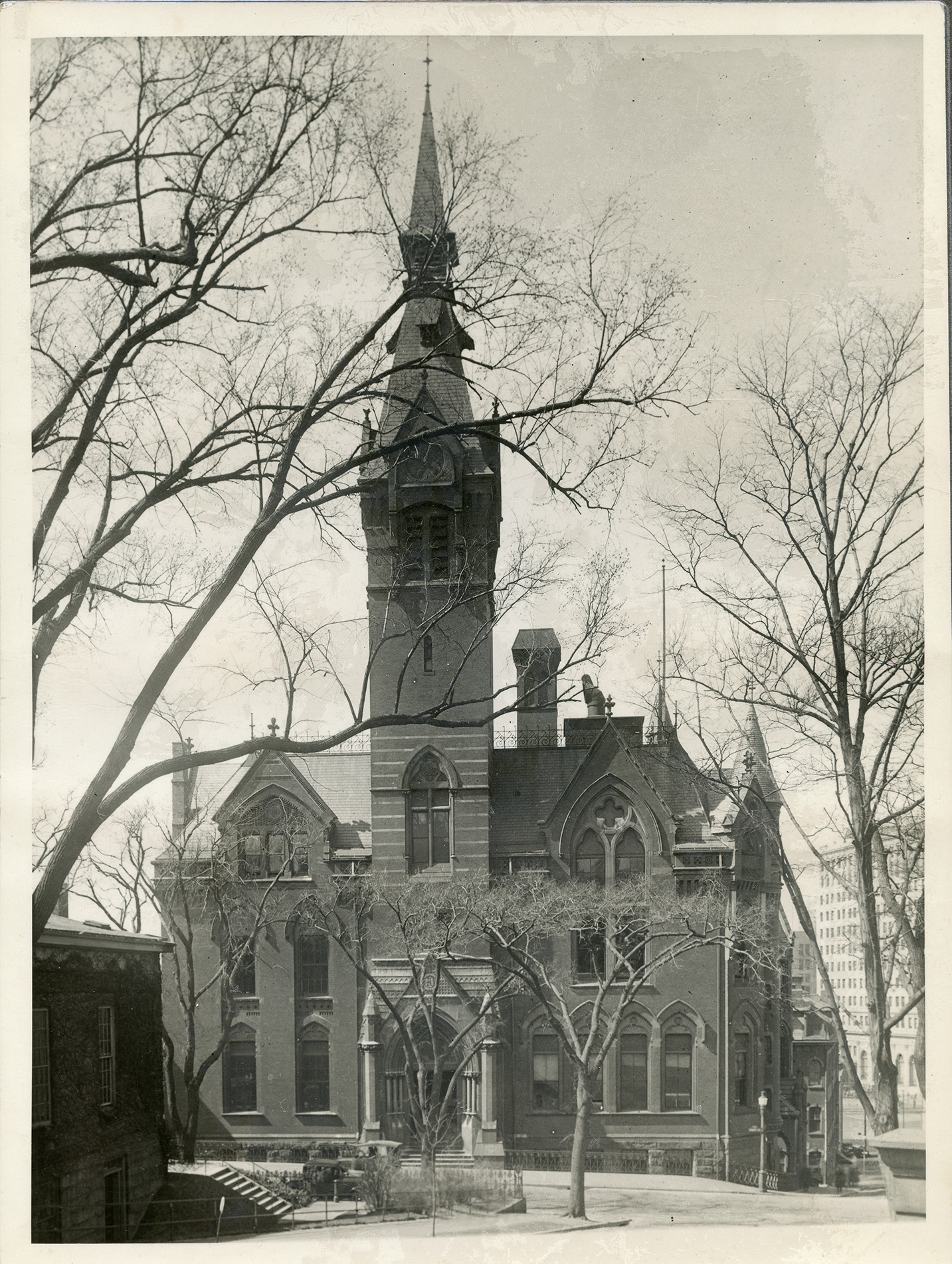
Primer Palacio (1875)
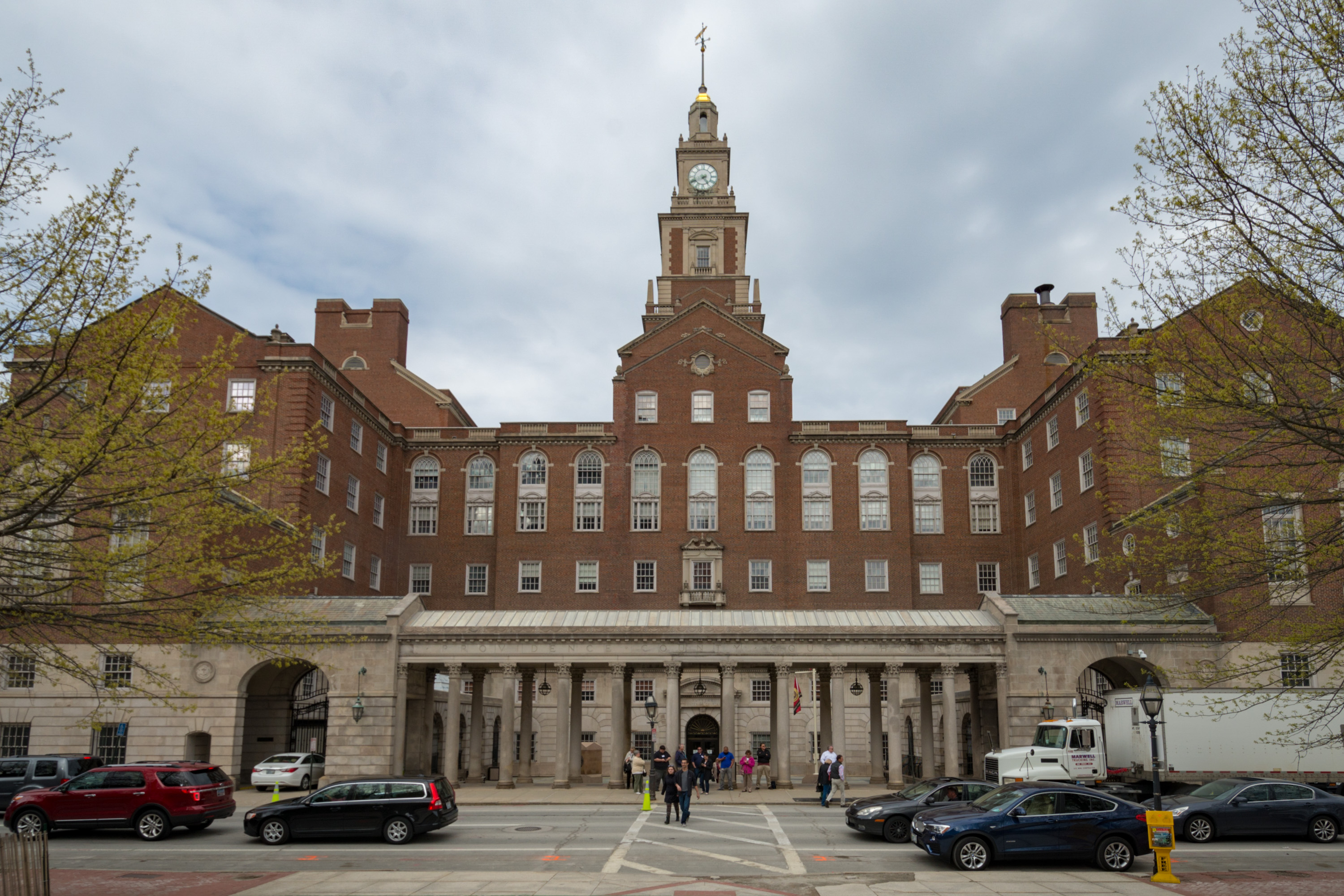
El edificio en la actualidad
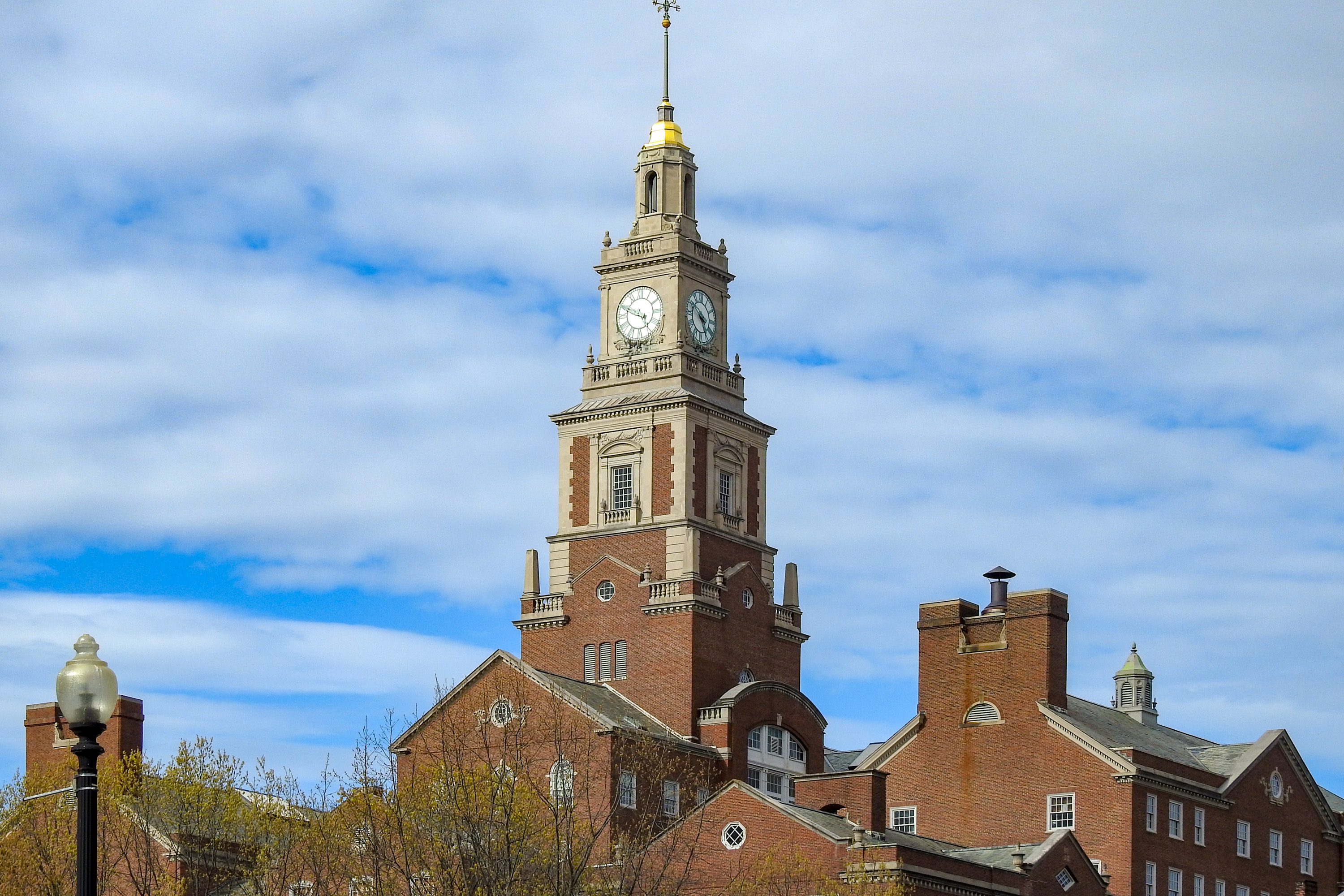
Chapitel
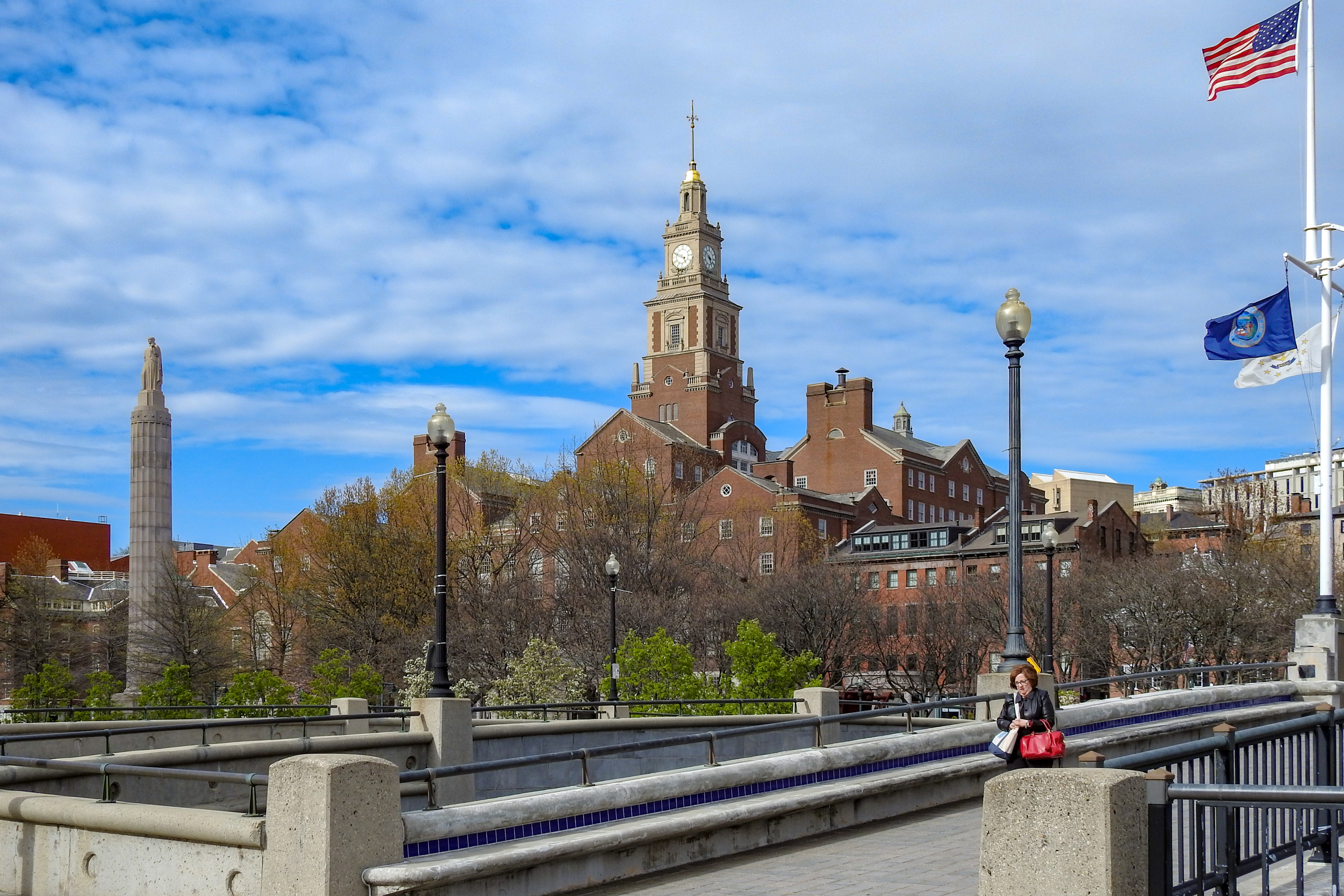
Vista desde el otro lado del río Providence